# Jame Gumb
Jame Gumb (también conocido como Buffalo Bill) es un personaje ficticio y el antagonista principal en la novela de 1988 The Silence of the Lambs de Thomas Harris, y de su adaptación de la película en 1991, en la que Gumb fue interpretado por Ted Levine.

## Análisis del personaje
Jame Gumb era buscado por el FBI por asesinar mujeres y quitarles la piel para así hacerse un traje de mujer. Se considera a sí mismo transexual pero no tiene el derecho a la cirugía para cambiar de sexo. Él se conoce como "Buffalo Bill" durante su serie de asesinatos a causa de una broma de mal gusto por un grupo de investigadores de Kansas City, al descubrir que a su primera víctima Bill la despellejó y uno de ellos mencionó que les "quitó la piel de sus jorobas".

## Historia
La novela revela que Gumb fue abandonado por su madre, una prostituta alcohólica que escribió mal el nombre de "James" en su acta de nacimiento. Vivió en hogares de crianza hasta la edad de 10 años, tras lo cual fue adoptado por sus abuelos, que fueron sus primeras víctimas al asesinarlos a los 12 años. Gumb fue enviado a la correccional. Después de ser liberado a la edad de 19 años, pasó a servir a la Marina Armada.

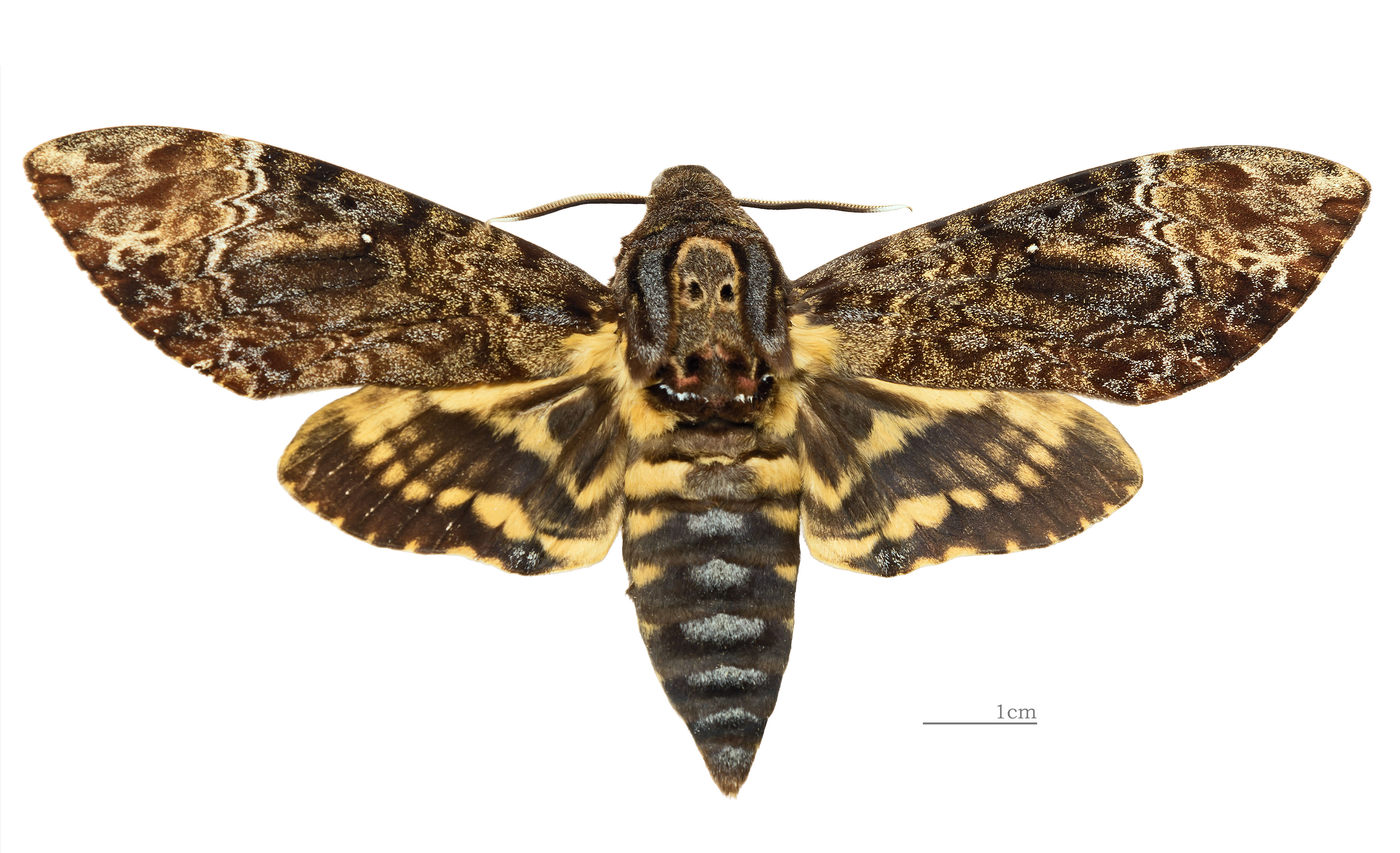
Acherontia atropos la mariposa icónica de Buffalo Bill.

Gumb a partir de ese momento secuestra a mujeres robustas fingiendo estar herido y pedirle ayuda para cargar algo de carga pesada en su camioneta y, a continuación, golpeándola en un ataque por sorpresa desde atrás. Una vez que tiene una mujer en su casa, él la mata de hambre hasta que su piel es lo suficientemente suelta para despellejarse fácilmente. Luego les coloca una Mariposa Esfinge de la calavera en la garganta y tira el cuerpo en un lago. Se siente fascinado por las polillas y con un proceso para convertirse en mujer por medio de la metamorfosis. En una de las escenas de la película, Bill baila con su pene metido entre las piernas, con una capa de seda que florece como alas de mariposa.
El FBI intensifica la caza de Gumb cuando éste secuestra a Catherine Martin, hija de la senadora Ruth Martin. La entonces apréndiz del líder del FBI Jack Crawford, la joven Clarice Starling, comienza a realizar varias entrevistas con un criminal psicópata acusado de canibalismo: el Dr. Hannibal Lecter.
Lecter, luego de varias conversaciones en las que puede ayudar a Starling a dar con Buffalo Bill, utiliza una frase clave "Nosotros comenzamos a codiciar lo que vemos todos los días". Es cuando Clarice, luego de haber visto solo un nombre que se relacionaba con Bill, su exnovio "Benjamin Raspail", se entera de un nombre más: Frederica Bimmel. Ella analizó la frase del Dr. Lecter pensando que Bill había comenzado su ola de asesinatos luego de matar a su primera víctima, Frederica Bimmel.
Clarice viaja a Ohio en busca de pistas sobre el paradero de Bill. Es cuando Jack Crawford le informa que el FBI encontró la casa de Jame Gumb y que están a punto de llegar y capturarlo. Clarice continúa su investigación en Ohio y sin saberlo ha llegado a la casa de un hombre que ella cree le dará pistas pero que se trata del mismo Jame Gumb. Mientras el FBI llega a una dirección equivocada, Starling se encontraba sola en la casa del tan buscado asesino.
Ahí considera la gran afición que tiene este hombre por las mariposas y al ver varios adornos con la Mariposa Esfinge de la calavera descubre enseguida que ese hombre es Buffalo Bill. Ahí se da una última batalla en la que Bill apaga la luz de la casa dejando a Clarice a oscuras. Gumb, con ayuda de sus lentes de visión nocturna, encuentra a Clarice en la casa pero su plan por matarla falla cuando él jala el percutor de su arma alertando a Clarice para que voltee y ella dispare matándolo instantáneamente. Catherine Martin es rescatada y Clarice Starling se gradúa como detective en el FBI.

## Inspiración
El personaje está basado en los siguientes asesinos en serie reales:
- Jerry Brudos, que vestía la ropa y los zapatos de sus víctimas.
- Ed Gein, quien guarda recuerdos de sus huesos y la piel de sus víctimas. También hizo un traje de piel femenina y máscaras de piel.
- Ted Bundy, quien fingió estar lesionado (específicamente de un brazo) para pedír a sus víctimas ayuda y después matarlas.
- Gary M. Heidnik, que secuestró a seis mujeres y las aprisionó como esclavas sexuales.
- Edmund Kemper quién asesinó a sus abuelos cuando era un adolescente "sólo para ver qué se sentía."
- El asesino de Green River, lanzaba los cuerpos de las mujeres en los ríos y les insertaba objetos extraños en sus cuerpos.